# Gladiolus viridiflorus
Gladiolus viridiflorus är en irisväxtart som beskrevs av Gwendoline Joyce Lewis. Gladiolus viridiflorus ingår i släktet sabelliljor, och familjen irisväxter. Inga underarter finns listade i Catalogue of Life.